# Prosper Grech

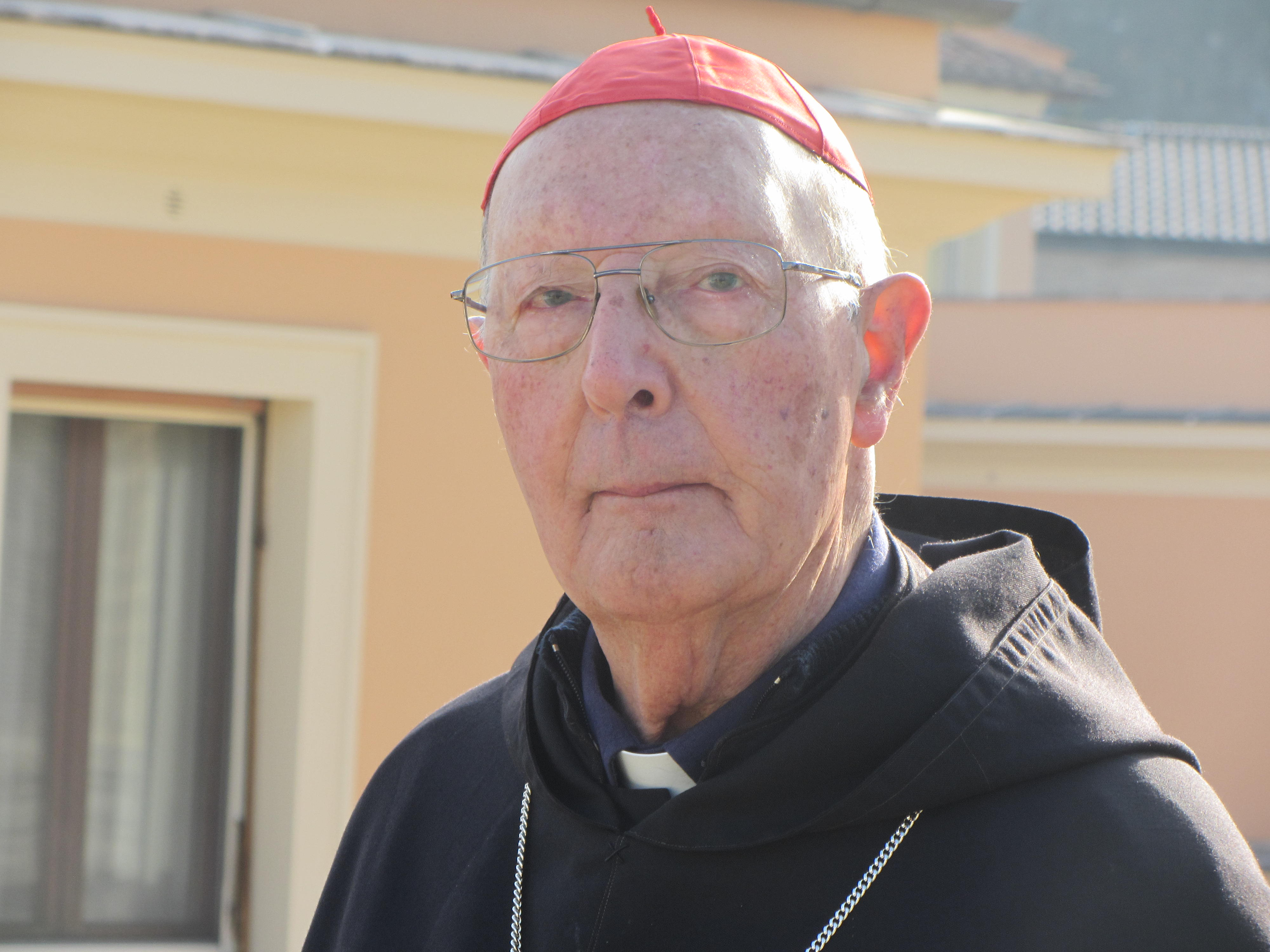
Prosper Kardinal Grech (2014)

Kardinalswappen

Prosper Kardinal Grech OSA, KOM (* 24. Dezember 1925 in Vittoriosa, Malta als Stanley Grech; † 30. Dezember 2019) war ein römisch-katholischer Ordensgeistlicher und Theologe.

## Leben
Er trat 1943 dem Augustinerorden bei und legte am 8. Oktober 1944 seine Profess ab. Am 25. März 1950 empfing er in der Lateranbasilika die Priesterweihe. 1953 wurde er an der Päpstlichen Universität Gregoriana nach Anfertigung einer Dissertationsschrift zum Thema Versöhnung und Gott. Die Hauptthemen in der modernen englischen Theologie zum Dr. theol. promoviert. 1954 erwarb er zudem das Lizenziat in Bibelwissenschaft am Päpstlichen Bibelinstitut. Von 1957 bis 1958 erfolgte zudem ein Studium der Semitischen Philologie an der Universität Oxford und von 1958 bis 1959 an der Universität Cambridge.
Er war Professor der Heiligen Schrift an verschiedenen römischen Universitäten, vor allem dem Päpstlichen Bibelinstitut sowie an der Päpstlichen Lateranuniversität und der Päpstlichen Universität Gregoriana. Er war der Mitbegründer und erster Präsident des Instituts für Patristik am Päpstlichen Patristischen Institut Augustinianum. Er arbeitete mit zahlreichen Dikasterien des Römischen Kurie zusammen. Er war Konsultor der Kongregation für die Glaubenslehre und Mitglied des Päpstlichen Patristischen Instituts Augustinianum und der Päpstlichen Bibelkommission.
Nachdem er am 21. Januar 2012 zum Titularerzbischof pro hac vice von San Leone ernannt wurde, spendete ihm Kurienerzbischof Giuseppe Versaldi am 8. Februar desselben Jahres in der Konkathedrale St. Johannes in Valletta die Bischofsweihe; Mitkonsekratoren waren Paul Cremona OP, Erzbischof von Malta, und Mario Grech, Bischof von Gozo. Sein Wahlspruch In te Domine speravi („Auf dich, Herr, habe ich gehofft“) entstammt dem Te Deum bzw. dem Buch der Psalmen (Ps 31,2 ).
Im feierlichen Konsistorium vom 18. Februar 2012 nahm ihn Benedikt XVI. als Kardinaldiakon mit der Titeldiakonie Santa Maria Goretti in das Kardinalskollegium auf. Prosper Grech war der erste maltesische Kardinal seit Fabrizio Sceberras Testaferrata, der 1816 ins Kardinalskollegium aufgenommen wurde. Am 21. April 2012 erfolgte die Besitzergreifung seiner Titeldiakonie.
Am Beginn des Konklave 2013 hielt Kardinal Prosper Grech in der Sixtinischen Kapelle die vorgesehene Betrachtung für die wählenden Kardinäle.